# Dichotomius joelus
Dichotomius joelus là một loài bọ cánh cứng trong họ Bọ hung (Scarabaeidae).